# Anastacia

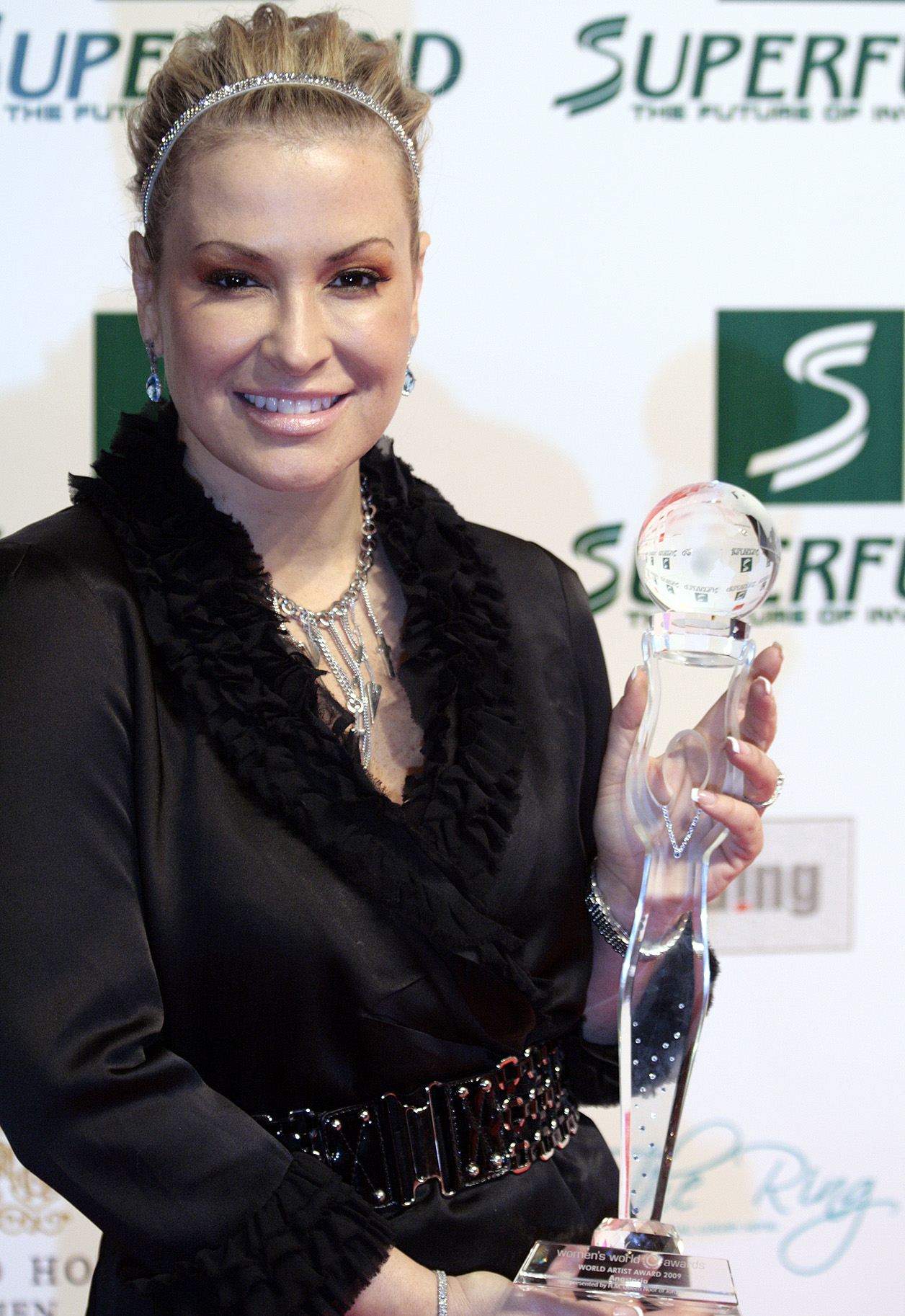
Tijdens de Women's World Awards in 2009

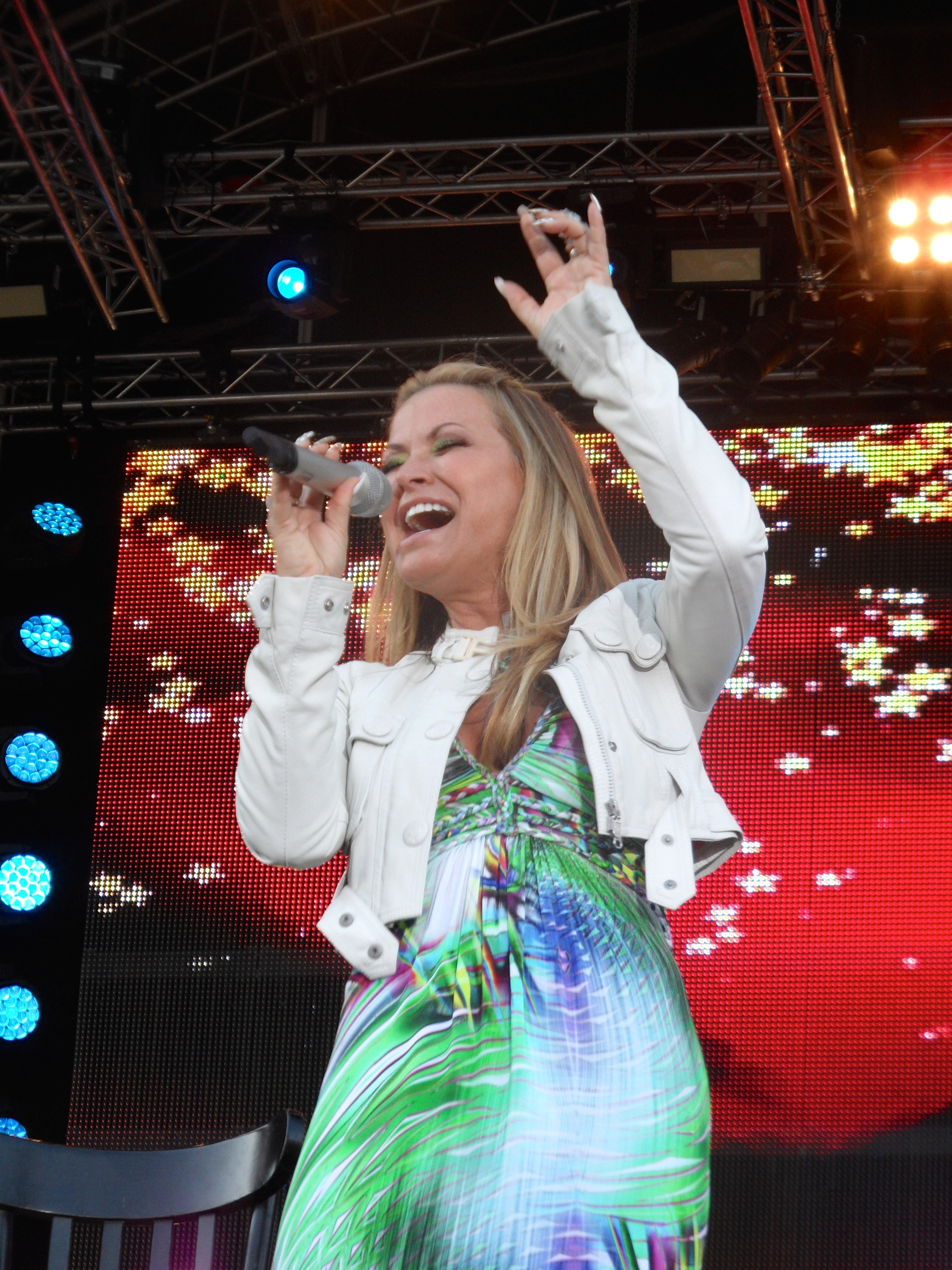
Liveoptreden in 2014

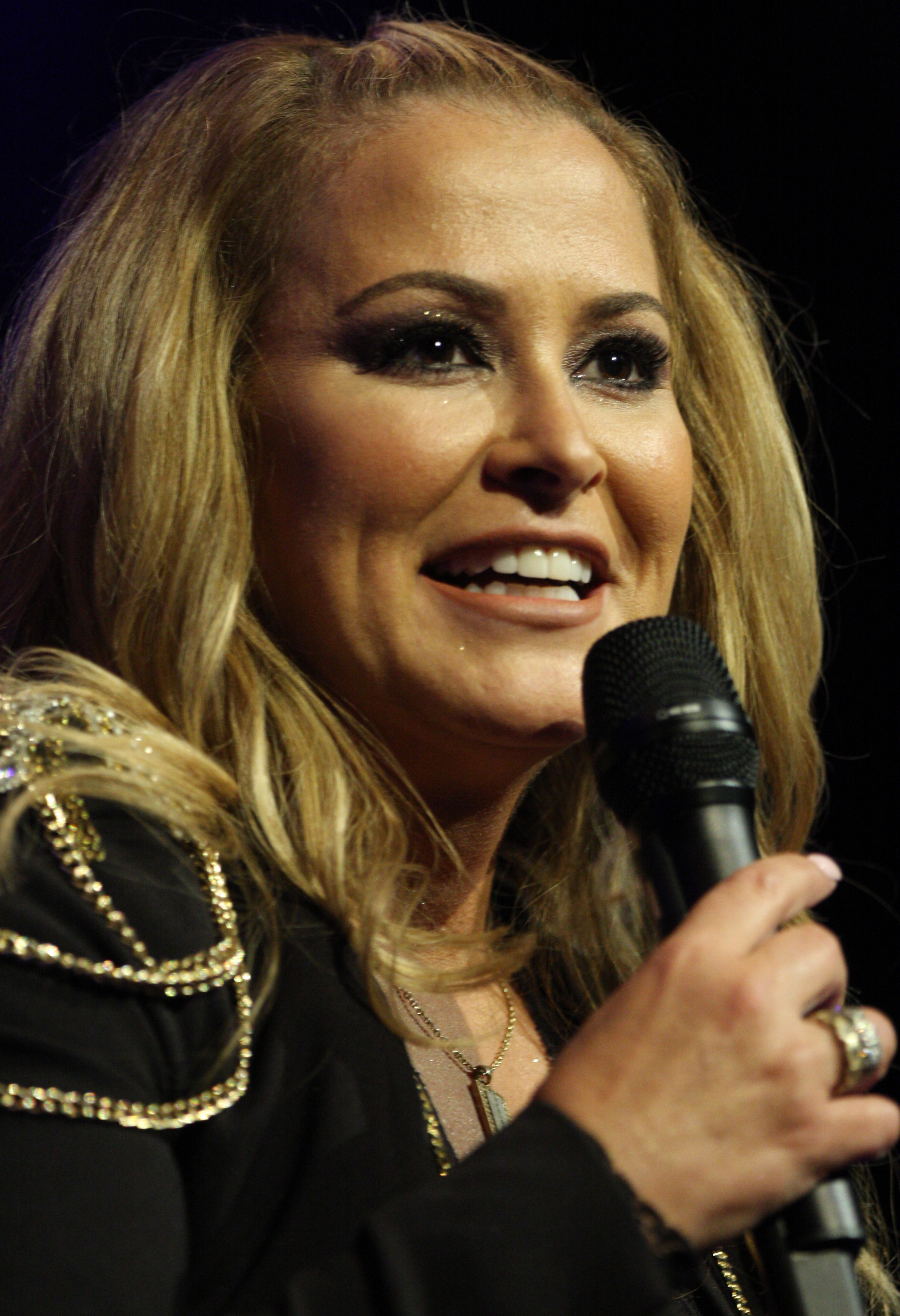
Anastacia in 2015

Anastacia, artiestennaam voor Anastacia Lyn Newkirk (Chicago, 17 september 1968) is een Amerikaanse zangeres met een mix van soul, popmuziek en rock.

## Biografie

### Jeugd
Anastacia komt uit een muzikale familie. Haar vader was zanger in het nachtclubcircuit, haar moeder is actrice. De zangeres werkte - voor haar doorbraak - in muziektheaters en deed mee aan producties op Broadway. Daarnaast volgde zij een studie in Manhattan, New York, de stad waar ze met haar moeder naartoe verhuisde na de scheiding van haar ouders.

### Carrière
Later kwam Anastacia in contact met Lisa Braudé. Braudé werd Anastacia's manager. Met haar hulp probeerde de zangeres een platencontract in de wacht te slepen. Voor het zover was danste ze onder meer in Salt-n-Pepa's videoclip Twist and shout, Zong ze het nummer Forever Luv (1993) voor David Morales en deed ze in 1998 mee aan het programma The Cut op MTV. Presentatrice van het goed bekeken programma was wijlen Lisa 'Left Eye' Lopes en die bleek meteen een groot fan van de zangeres te zijn. Met gemak behaalde Anastacia de finale van het programma en dat leverde haar een platencontract op bij Epic Records/Sony Music. Naar verluidt had Michael Jackson, die onder de indruk was van haar optreden in The Cut daar een belangrijk aandeel in.
Op 21 april 2007 trouwde Anastacia met haar lijfwacht Wayne Newton. De ceremonie vond plaats in Huatulco, te Mexico. Haar jurk was ontworpen met als thema '1940 - het oude Hollywood'. De zangeres ontwierp de jurk samen met Jenny Packham. Als nummer voor hun openingsdans kozen ze voor For You van Kenny Lattimore.
Anastacia zong ook samen met de Belgische zangeres Natalia in de concertreeks 'Natalia meets Anastacia'. De optredens vonden begin 2011 plaats in het Sportpaleis in Antwerpen.

#### Not that kind(2000)
In 1999 begon Anastacia aan de opnamen van haar debuutalbum. Medio 2000 werd de plaat onder de titel Not that kind uitgebracht. Als eerste single verscheen het nummer I'm outta love in 1999. Met behulp van goede promotie groeide zowel single als album over de hele wereld uit tot een succes. Typerend voor die periode was dat Anastacia als blonde vamp door het leven ging, en omdat haar stem klonk als van een zwarte soulzangeres, ontstond een magische combinatie van talenten. Ook was ze een persoon die graag trendy brillen droeg. Het is tot op heden haar handelsmerk. Ondanks haar successen in Europa, Azië en Australië bleek het publiek in de Verenigde Staten niet erg onder de indruk te zijn van Anastacia's muziek. I'm outta love gooide daar alleen hoge ogen in de dancecharts en het album kwam niet hoger dan de 168e plaats. Omdat het buiten de VS wel voor de wind ging, besloot Anastacia haar carrière in Amerika pas op een later tijdstip uit te bouwen. Van Not that kind verschenen na I'm outta love nog de nummers Not that kind, Cowboys & kisses en Made for lovin' you op single, allemaal met wisselend succes. Het album ging wereldwijd zo'n 5 miljoen keer over de toonbank.

#### Freak of nature(2001)
De populariteit van de zangeres groeide snel en al gauw bouwde ze een grote schare trouwe fans op. Tussen promotiewerkzaamheden en optredens door werkte Anastacia aan haar tweede album, dat in het najaar van 2001 verscheen onder de naam Freak of nature. Opnieuw leverde de zangeres een plaat af met hoog aangeschreven composities, waarvan ze het grootste gedeelte zelf schreef. Als eerste single verscheen Paid my dues, waarmee de zangeres zich opnieuw plaatste bij de top van wereldsterren. De daaropvolgende singles One day in your life, Why'd you lie to me en You'll never be alone dreven de verkoop van het tweede album naar grote hoogte. Medio 2002 nam Anastacia het nummer Boom! op, het officiële themalied voor het Wereldkampioenschap voetbal van dat jaar. Tijdens de opening van dit evenement in Zuid-Korea trad de zangeres live met dit nummer op. Elders dat jaar werd er een tweede poging gedaan om Anastacia in de VS opnieuw te laten doorbreken. Een speciale editie van Freak of nature werd daar in mei uitgebracht en ondanks dat het album nieuw binnenkwam op nummer 27, zakte het in de week daarna alweer naar 104. Toen het album in de VS uitkwam, droeg Anastacia de plaat op aan Lisa 'Left Eye' Lopes, die kort daarvoor de dood vond tijdens een auto-ongeluk. Freak of nature verkocht wereldwijd zo'n 4 miljoen stuks.

#### Anastacia(2004)
Voor de soundtrack van de speelfilm Chicago nam Anastacia het nummer Love is a crime op. Het zou eigenlijk als single uitkomen, maar dat ging niet door omdat in 2003 borstkanker bij de zangeres werd vastgesteld. Al haar promotiewerkzaamheden werden gestaakt en al snel ging ze onder het mes. De operatie verliep voorspoedig en artsen slaagden erin het kwaadaardige gezwel te verwijderen. Hierna had ze tijd nodig om van de ziekte te herstellen, iets dat ongeveer een jaar duurde. Tijdens deze periode begon de zangeres te werken aan nummers voor een geheel nieuw album. Begin 2004 maakte ze een succesvolle comeback met het album Anastacia en de single Left outside alone. Op dit album maakte de zangeres een uitstapje naar de rockmuziek. De combinatie van soul, pop en rock resulteerde in een nieuwe muziekstijl: "Sprock", zoals Anastacia het zelf omschreef.
Anastacia had met Left outside alone opnieuw een wereldhit en het album verkocht eveneens goed. In tegenstelling tot haar vorige albums werd Anastacia niet in de VS uitgebracht. Wel probeerde haar platenlabel Left outside alone als single tot een succes te maken, maar wegens weinig airplay liep dit op niets uit. Met dit album aan haar zijde ging Anastacia voor de eerste maal op wereldtournee: Anastacia: Live at last. De meeste concerten van de tournee waren binnen korte tijd uitverkocht. Nadat er telkens data aan de planning moesten worden toegevoegd, werd besloten om een extra tournee te houden: de Encore Tour. Tijdens deze tournee bleef ze de hoogste regionen van de hitlijsten bezet houden met de singles Sick and Tired, Welcome to my truth en Heavy on my heart. Ook behaalde ze een groot succes met Everything burns, een duet tussen haar en Ben Moody, opgenomen voor de speelfilm Fantastic Four. Van het album Anastacia werden wereldwijd 3 miljoen stuks verkocht.

#### Pieces of a dream(2005)
In 2005 bleek de zangeres voldoende successen behaald te hebben om er een 'greatest hits'-album mee te vullen. Dit gebeurde dan ook: net voor kerstmis verscheen een verzamelalbum onder de titel Pieces of a dream. Naast alle grote hits bevatte dit schijfje ook enkele nieuwe tracks, waaronder het nummer Pieces of a dream dat ook als single werd uitgebracht. Begin 2006 verscheen de single I belong to you, een duet tussen Anastacia en de Italiaanse zanger Eros Ramazzotti. In diverse Europese landen werd het nummer een groot succes. Rond die tijd werd ook - na vele vertragingen - de dvd Live at last uitgebracht, met daarop een impressie van Anastacia's wereldtournee. In augustus 2006 bracht de zangeres ook haar eigen kledinglijn uit: Anastacia by s.Oliver. Dit duurde slechts twee jaar. In april 2007 trouwde ze met haar lijfwacht, Wayne Newton.

#### Heavy rotation(2008)
Het vijfde album van Anastacia, Heavy rotation genaamd, werd 27 oktober 2008 uitgebracht in Europa, Australië, Azië en Nieuw-Zeeland. In 2009 volgde de rest van de wereld. Het door Ne-Yo geschreven nummer I can feel you verscheen als leadsingle, maar leverde niet het gewenste resultaat op. De verkoop van het album viel, in vergelijking met Anastacia's eerdere platen, tegen. Toch ging de zangeres met dit album op tournee door Europa. Ze speelde weliswaar in kleinere zalen dan bij haar vorige tournee, maar door de goede kaartverkoop was de tour wel succesvol.
Tussen 2009 en 2011 werkte Anastacia samen met diverse artiesten. Zo bracht ze in oktober 2009 de single Stalemate uit, een duet met de Britse band Ben's Brother. In mei 2010 werkte ze mee aan de single Safety van de Russische zanger Dima Bilan. Begin 2011 gaf ze samen met de Belgische zangeres Natalia een aantal concerten in het Sportpaleis in Antwerpen onder de titel 'Natalia meets Anastacia'. Ter promotie hiervan brachten de twee via iTunes een duet op single uit, genaamd Burning star.

#### It's a man's world(2012)
Na een periode van afwezigheid verscheen op 9 november 2012 het album It's a man's world, eerst via iTunes en enkele dagen later als cd-uitgave. It's a man's world is Anastacia's vijfde studioalbum en bestaat uit covers van, oorspronkelijk, door mannen gezongen rocknummers. Ook maakt ze dat jaar de dancesingle If I Was Your Boyfriend met Tony Moran.

#### Resurrection(2014)
In 2014 verscheen Resurrection, het zesde studioalbum van Anastacia, dit keer vol met zelfgeschreven nummers. Voorafgaand aan dit album verscheen al de single Stupid little things. Op iTunes werd het nummer verkocht met Dark white girl meegeleverd. De zangeres omschreef het album als een van haar persoonlijkste albums ooit. De plaat werd gevolgd door de 'Resurrection tour', die op 19 oktober 2014 begon. Kort na het begin van de tournee werden, als gevolg van een heftige longontsteking, de optredens uitgesteld. De tournee werd op 11 januari 2015 in de Italiaanse hoofdstad Rome weer voortgezet en gelijk ook uitgebreid naar landen waar Anastacia nog nooit eerder had opgetreden.

#### Ultimate collection(2015)
Op 6 november 2015 verscheen het verzamelalbum Ultimate collection, waarvoor Anastacia terugkeerde bij platenmaatschappij Sony Music. Aan de promotie van dit album werd ook een Europese tournee gekoppeld.

#### Evolution(2017)
Op 15 september 2017 verscheen Anastacia's zevende studioalbum Evolution. Op dit album is ook de single Caught in the middle terug te vinden, die echter nergens een hit werd. Het album presteerde teleurstellend in de internationale hitlijsten. De tournee die daarop volgde was wel een succes.

#### Our Songs(2023)
Voor haar achtste studioalbum Our Songs besloot Anastacia om liedjes te coveren die al eerder door verschillende Duitse rock- en popartiesten waren opgenomen. Het album verscheen op 22 september 2023. De eerste single Best Days (een herbewerking van Tage wie diese van de Duitse punkband Die Toten Hosen) verscheen eind april. 

## Trivia
- Nadat borstkanker werd vastgesteld, richtte ze (na haar herstel) een fonds op ten behoeve van jonge vrouwen met borstkanker. In februari 2013 moest ze haar geplande tournee afzeggen omdat opnieuw borstkanker bij haar geconstateerd was.
- Anastacia heeft een imago als brildraagster. Ze was een pionier in het uitdragen van brillenmode en brak door in de tijd dat de moderne brillenmode in opmars was. Ze wist brillen te promoveren tot sexy modeobject en was daarmee een rolmodel voor een groeiend aantal vrouwen die een hippe bril verkozen boven contactlenzen.
- Eind augustus 2008 gaf Anastacia toe dat ze gelogen heeft over haar leeftijd. Toen bij haar borstkanker werd geconstateerd, zei ze 31 jaar te zijn; ze was toen 35 jaar. Ze zegt dit gedaan te hebben om jonge vrouwen erop attent te maken dat zij ook borstkanker kunnen krijgen. Als naar haar leeftijd gevraagd werd, zei ze vaak dat ze 'in de 30' was.[4]
- Anastacia heeft de ziekte van Crohn.
- Anastacia is peetmoeder van Bobbi-Loua, oudste dochter van Natalia.

## Discografie

### Albums
| Album met eventuele hitnotering(en) in de Nederlandse Album Top 100 | Datum van verschijnen | Datum van binnenkomst | Hoogste positie | Aantal weken | Opmerkingen                                                 |
| ------------------------------------------------------------------- | --------------------- | --------------------- | --------------- | ------------ | ----------------------------------------------------------- |
| Not That Kind                                                       | 23-06-2000            | 08-07-2000            | 1(2wk)          | 97           | 3x Platina                                                  |
| Freak of Nature                                                     | 26-11-2001            | 01-12-2001            | 1(4wk)          | 64           | 2x Platina                                                  |
| Divas Las Vegas                                                     | 28-11-2002            | 04-01-2003            | 93              | 2            | met Céline Dion, Cher, Dixie Chicks, Shakira & Stevie Nicks |
| Anastacia                                                           | 29-03-2004            | 10-04-2004            | 1(6wk)          | 68           | Platina                                                     |
| Pieces of a Dream                                                   | 04-11-2005            | 12-11-2005            | 10              | 30           | Verzamelalbum / Goud                                        |
| Heavy Rotation                                                      | 24-10-2008            | 01-11-2008            | 15              | 10           |                                                             |
| It's a Man World                                                    | 09-11-2012            | 17-11-2012            | 7               | 2            |                                                             |
| Resurrection                                                        | 09-05-2014            | 10-05-2014            | 7               | 6            |                                                             |
| Ultimate Collection                                                 | 06-11-2015            | 14-11-2015            | 69              | 1            | Verzamelalbum                                               |
| Evolution                                                           | 15-09-2017            | 23-09-2017            | 86              | 1            |                                                             |
| Our Songs                                                           | 22-09-2023            | -                     | -               | -            | Coveralbum                                                  |

| Album met hitnotering(en) in de Vlaamse Ultratop 200 albums | Datum van verschijnen | Datum van binnenkomst | Hoogste positie | Aantal weken | Opmerkingen                                                 |
| ----------------------------------------------------------- | --------------------- | --------------------- | --------------- | ------------ | ----------------------------------------------------------- |
| Not That Kind                                               | 2000                  | 12-08-2000            | 9               | 63           |                                                             |
| Freak of Nature                                             | 2001                  | 08-12-2001            | 1(3wk)          | 31           |                                                             |
| Divas Las Vegas                                             | 2002                  | 30-11-2002            | 50              | 1            | met Céline Dion, Cher, Dixie Chicks, Shakira & Stevie Nicks |
| Anastacia                                                   | 2004                  | 03-04-2004            | 1(3wk)          | 59           |                                                             |
| Pieces of a Dream                                           | 2005                  | 12-11-2005            | 8               | 31           | Verzamelalbum                                               |
| Heavy Rotation                                              | 2008                  | 01-11-2008            | 43              | 6            |                                                             |
| It's a Man's World                                          | 2012                  | 17-11-2012            | 25              | 11           |                                                             |
| Resurrection                                                | 2014                  | 10-05-2014            | 45              | 9            |                                                             |
| Ultimate Collection                                         | 2015                  | 14-11-2015            | 78              | 1            | Verzamelalbum                                               |
| Evolution                                                   | 2017                  | 23-09-2017            | 61              | 6            |                                                             |
| Our Songs                                                   | 2023                  | 22-09-2023            | 116             |              | Coveralbum                                                  |

### Singles
| Single met eventuele hitnotering(en) in de Nederlandse Top 40 | Datum van verschijnen | Datum van binnenkomst | Hoogste positie | Aantal weken | Opmerkingen                                      |
| ------------------------------------------------------------- | --------------------- | --------------------- | --------------- | ------------ | ------------------------------------------------ |
| I'm Outta Love                                                | 29-02-2000            | 01-07-2000            | 3               | 21           | Nr. 3 in de Single Top 100 / Alarmschijf         |
| Not That Kind                                                 | 02-10-2000            | 04-11-2000            | 26              | 6            | Nr. 31 in de Single Top 100                      |
| Cowboys & Kisses                                              | 22-01-2001            | 31-03-2001            | 25              | 5            | Nr. 42 in de Single Top 100                      |
| Made for Lovin' You                                           | 26-07-2001            | 14-07-2001            | tip 5           | -            | Nr. 79 in de Single Top 100                      |
| Paid My Dues                                                  | 31-10-2001            | 17-11-2001            | 4               | 19           | Nr. 5 in de Single Top 100 / Alarmschijf         |
| One Day in Your Life                                          | 25-02-2002            | 16-03-2002            | 8               | 13           | Nr. 15 in de Single Top 100 / Alarmschijf        |
| Boom                                                          | 03-06-2002            | 22-06-2002            | 40              | 2            | Nr. 41 in de Single Top 100                      |
| Why'd You Lie to Me                                           | 09-09-2002            | 07-09-2002            | 13              | 7            | Nr. 48 in de Single Top 100                      |
| You'll Never Be Alone                                         | 18-11-2002            | 02-11-2002            | tip 2           | -            | Nr. 54 in de Single Top 100                      |
| Left Outside Alone                                            | 15-03-2004            | 06-03-2004            | 2               | 18           | Nr. 2 in de Single Top 100 / Alarmschijf         |
| Sick and Tired                                                | 12-07-2004            | 17-07-2004            | 2               | 18           | Nr. 6 in de Single Top 100 / Alarmschijf         |
| Welcome to My Truth                                           | 08-11-2004            | 20-11-2004            | 14              | 8            | Nr. 32 in de Single Top 100 / Alarmschijf        |
| Heavy on My Heart                                             | 07-03-2005            | 05-03-2005            | 16              | 6            | Nr. 24 in de Single Top 100                      |
| Everything Burns                                              | 04-07-2005            | 16-07-2005            | 7               | 7            | met Ben Moody / Nr. 14 in de Single Top 100      |
| Pieces of a Dream                                             | 11-11-2005            | 29-10-2005            | 8               | 13           | Nr. 38 in de Single Top 100 / Alarmschijf        |
| I Belong to You (Il ritmo della passione)                     | 20-01-2006            | 04-02-2006            | 7               | 16           | met Eros Ramazzotti / Nr. 6 in de Single Top 100 |
| I Can Feel You                                                | 10-10-2008            | 18-10-2008            | 24              | 4            | Nr. 37 in de Single Top 100                      |
| Stupid Little Things                                          | 04-04-2014            | 05-04-2014            | tip 14          | -            |                                                  |

| Single met hitnotering(en) in de Vlaamse Ultratop 50 | Datum van verschijnen | Datum van binnenkomst | Hoogste positie | Aantal weken | Opmerkingen         |
| ---------------------------------------------------- | --------------------- | --------------------- | --------------- | ------------ | ------------------- |
| I'm Outta Love                                       | 2000                  | 15-07-2000            | 10              | 14           |                     |
| Not That Kind                                        | 2000                  | 28-10-2000            | 37              | 13           |                     |
| Cowboys & Kisses                                     | 2001                  | 24-03-2001            | tip 5           | -            |                     |
| Paid My Dues                                         | 2001                  | 01-12-2001            | 6               | 18           |                     |
| One Day in Your Life                                 | 2002                  | 06-04-2002            | 18              | 9            |                     |
| Boom                                                 | 2002                  | 22-06-2002            | 27              | 5            |                     |
| Why'd You Lie to Me                                  | 2002                  | 14-09-2002            | tip 2           | -            |                     |
| You'll Never Be Alone                                | 2002                  | 08-02-2003            | 44              | 3            |                     |
| Left Outside Alone                                   | 2004                  | 20-03-2004            | 5               | 20           |                     |
| Sick and Tired                                       | 2004                  | 24-07-2004            | 10              | 19           |                     |
| Welcome to My Truth                                  | 2004                  | 13-11-2004            | tip 2           | -            |                     |
| Heavy on My Heart                                    | 2005                  | 12-03-2005            | tip 2           | -            |                     |
| Everything Burns                                     | 2005                  | 23-07-2005            | 41              | 6            | met Ben Moody       |
| Pieces of a Dream                                    | 2005                  | 19-11-2005            | tip 1           | -            |                     |
| I Belong to You (Il ritmo della passione)            | 2006                  | 04-02-2006            | 2               | 27           | met Eros Ramazzotti |
| I Can Feel You                                       | 2008                  | 18-10-2008            | 38              | 4            |                     |
| Burning Star                                         | 13-09-2010            | 25-09-2010            | 45              | 2            | met Natalia         |
| Caught in the Middle                                 | 2017                  | 19-08-2017            | tip             | -            |                     |
| Nobody Loves Me Better                               | 2018                  | 07-04-2018            | tip             | -            |                     |

### NPO Radio 2 Top 2000
| Nummers met noteringen in de NPO Radio 2 Top 2000 | '01 | '02 | '03 | '04 | '05 | '06 | '07  | '08 | '09  | '10  | '11  | '12  | '13  | '14  |
| ------------------------------------------------- | --- | --- | --- | --- | --- | --- | ---- | --- | ---- | ---- | ---- | ---- | ---- | ---- |
| I Belong to You (met Eros Ramazzotti)             | ×   | ×   | ×   | ×   | ×   | -   | 1190 | -   | 1511 | 1337 | 1626 | 1654 | 1706 | 1933 |
| I'm Outta Love                                    | 398 | 256 | 476 | 369 | 489 | 312 | 962  | 462 | -    | 1831 | -    | -    | -    | -    |
| Left Outside Alone                                | ×   | ×   | ×   | -   | -   | -   | -    | -   | -    | -    | 1782 | -    | -    | -    |
| Paid My Dues                                      | -   | -   | -   | -   | -   | -   | -    | -   | -    | 1949 | -    | -    | -    | -    |

1. ↑  Een '-' betekent dat het nummer niet was genoteerd, een '×' betekent dat het nummer nog niet was uitgebracht en een vetgedrukt getal geeft de hoogste notering van een nummer aan.
2. ↑  2001 was het eerste jaar met een notering voor Anastacia.
3. ↑  Deze tabel is bijgewerkt tot en met de laatste editie (2024).

### Dvd's
| Dvd's met hitnoteringen in de Nederlandse Music Top 30 | Datum van verschijnen | Datum van binnenkomst | Hoogste positie | Aantal weken | Opmerkingen |
| ------------------------------------------------------ | --------------------- | --------------------- | --------------- | ------------ | ----------- |
| Live at last                                           | 2006                  | 08-04-2006            | 2               | 20           |             |

| Dvd's met hitnoteringen in de Vlaamse Ultratop muziek-dvd top 10/20 | Datum van verschijnen | Datum van binnenkomst | Hoogste positie | Aantal weken | Opmerkingen |
| ------------------------------------------------------------------- | --------------------- | --------------------- | --------------- | ------------ | ----------- |
| The video Collection                                                | 2004                  | 17-07-2004            | 7               | 2            |             |
| Live at Last                                                        | 2006                  | 01-04-2006            | 2               | 12           |             |